# Fußball-Club Energie Cottbus 1998-1999
Questa voce raccoglie le informazioni riguardanti il Fußball-Club Energie Cottbus nelle competizioni ufficiali della stagione 1998-1999.

## Stagione
Nella stagione 1998-1999 l'Energie Cottbus, allenato da Eduard Geyer, concluse il campionato di 2. Bundesliga al 11º posto. In Coppa di Germania l'Energie Cottbus fu eliminato al secondo turno dal Borussia M'gladbach.

## Rosa
| N. |                     | Ruolo | Calciatore         |
| -- | ------------------- | ----- | ------------------ |
| 1  | Germania (bandiera) | P     | Kay Wehner         |
| 3  | Germania (bandiera) | D     | Thomas Hoßmang     |
| 4  | Benin (bandiera)    | D     | Moudachirou Amadou |
| 5  | Bulgaria (bandiera) | D     | Canko Cvetanov     |
| 6  | Germania (bandiera) | C     | Detlef Irrgang     |
| 7  | Germania (bandiera) | C     | Mike Jesse         |
| 8  | Germania (bandiera) | C     | Jens-Uwe Zöphel    |
| 10 | Germania (bandiera) | C     | Steffen Heidrich   |
| 11 | Croazia (bandiera)  | A     | Antun Labak        |
| 12 | Germania (bandiera) | P     | Edmund Rottler     |
| 13 | Polonia (bandiera)  | D     | Witold Wawrzyczek  |
| 14 | Albania (bandiera)  | D     | Rudi Vata          |
| 15 | Germania (bandiera) | D     | Rayk Schröder      |

| N. |                                 | Ruolo | Calciatore           |
| -- | ------------------------------- | ----- | -------------------- |
| 16 | Benin (bandiera)                | C     | Moussa Latoundji     |
| 17 | Turchia (bandiera)              | D     | Hasan Vural          |
| 18 | Ucraina (bandiera)              | C     | Olexji Kurylenko     |
| 21 | Brasile (bandiera)              | A     | Franklin Bittencourt |
| 22 | Germania (bandiera)             | C     | Dietmar Wuttke       |
| 23 | Bosnia ed Erzegovina (bandiera) | P     | Tomislav Piplica     |
| 24 | Ungheria (bandiera)             | C     | Vasile Miriuță       |
| 25 | Germania (bandiera)             | A     | Marcel Rath          |
| 27 | Polonia (bandiera)              | C     | Piotr Rowicki        |
| 28 | Germania (bandiera)             | A     | Sven Kubis           |
| 29 | Serbia (bandiera)               | A     | Miroslav Jović       |
| 31 | Canada (bandiera)               | D     | Kevin McKenna        |
| 34 | Germania (bandiera)             | A     | Sebastian Helbig     |

## Organigramma societario
Area tecnica
- Allenatore: Eduard Geyer
- Allenatore in seconda: Hagen Reeck, Petrik Sander
- Preparatore dei portieri:
- Preparatori atletici:

## Calciomercato

### Sessione estiva
| Acquisti | Acquisti             | Acquisti          | Acquisti |
| R.       | Nome                 | da                | Modalità |
| -------- | -------------------- | ----------------- | -------- |
| A        | Sebastian Helbig     | Rot-Weiß Erfurt   |          |
| C        | Vasile Miriuță       | Újpest            |          |
| A        | Franklin Bittencourt | Lokomotive Lipsia |          |
| C        | Steffen Heidrich     | Lokomotive Lipsia |          |
| A        | Sven Kubis           | Erzgebirge Aue    |          |
| C        | Moussa Latoundji     | Metz              |          |
| P        | Tomislav Piplica     | Samobor           |          |
| D        | Rayk Schröder        | Monaco 1860       |          |
| D        | Canko Cvetanov       | Aberdeen          |          |
| D        | Rudi Vata            | Apollōn Limassol  |          |
| D        | Hasan Vural          | Uerdingen 05      |          |

| Cessioni | Cessioni        | Cessioni           | Cessioni |
| R.       | Nome            | a                  | Modalità |
| -------- | --------------- | ------------------ | -------- |
| A        | Dirk Lehmann    | Fulham             |          |
| C        | Stojan Belajic  | Lucerna            |          |
| A        | Toralf Konetzke | Fortuna Colonia    |          |
| C        | Uliks Kotrri    | Vllaznia           |          |
| D        | Willi Kronhardt | Lokomotive Lipsia  |          |
| C        | Igor Lazic      | Lokomotive Lipsia  |          |
| A        | Frank Seifert   | Lokomotive Lipsia  |          |
| D        | Christer Thor   | Öster              |          |
| D        | Kay Wenschlag   | Osnabrück          |          |
| C        | Jörg Woltmann   | Energie Cottbus II |          |

### Sessione invernale
| Acquisti | Acquisti | Acquisti | Acquisti |
| R.       | Nome     | da       | Modalità |
| -------- | -------- | -------- | -------- |

| Cessioni | Cessioni         | Cessioni                 | Cessioni |
| R.       | Nome             | a                        | Modalità |
| -------- | ---------------- | ------------------------ | -------- |
| C        | Holger Fraedrich | Eisenhüttenstädter Stahl |          |
| A        | Noel Kipre       | Babelsberg               |          |
| D        | Gerald Klews     | Babelsberg               |          |

## Risultati

### 2. Bundesliga

#### Girone di andata
| Arbitro: | Dardenne |

|                                    |           |  |
| Wawrzyczek 30’ Sebescen 90’ (aut.) | Marcatori |  |

| Arbitro: | Jansen |

|             |           |  |
| Kovacec 70’ | Marcatori |  |

| Arbitro: | Weber |

|             |           |              |
| Hoßmang 45’ | Marcatori | 39’ van Lent |

| Arbitro: | Kircher |

|             |           |                 |
| Korobka 83’ | Marcatori | 37’ (aut.) Skok |

| Arbitro: | Werthmann |

|                                          |           |  |
| Rath 20’ Irrgang 45’ Wawrzyczek 56’, 82’ | Marcatori |  |

| Arbitro: | Hauer |

|                    |           |  |
| Reina 68’ Bode 78’ | Marcatori |  |

| Arbitro: | Weiner |

|                     |           |                                              |
| Irrgang 3’ Rath 25’ | Marcatori | 33’ (rig.), 45’ Munteanu 83’ (aut.) Heidrich |

| Arbitro: | Kinhöfer |

|                    |           |  |
| Rraklli 70’ (rig.) | Marcatori |  |

| Arbitro: | Sippel |

|            |           |  |
| Amadou 64’ | Marcatori |  |

| Arbitro: | Haupt |

|                               |           |                     |
| Trkulja 4’ (rig.), 90’ (rig.) | Marcatori | 29’ Rath 52’ Wuttke |

| Arbitro: | Margenberg |

|                     |           |                           |
| Rath 9’ Hoßmang 90’ | Marcatori | 19’ Kramny 90’ Herzberger |

| Arbitro: | Strampe |

|             |           |          |
| Klasnić 74’ | Marcatori | 49’ Rath |

| Arbitro: | Wezel |

|              |           |             |
| Waterink 78’ | Marcatori | 89’ Irrgang |

| Arbitro: | Lange |

|  |           |                |
|  | Marcatori | 34’, 56’ Weber |

| Arbitro: | Schmidt |

|                                         |           |  |
| Renn 13’ Brdarić 18’ Younga-Mouhani 84’ | Marcatori |  |

| Arbitro: | Wack |

|  |           |          |
|  | Marcatori | 18’ Tare |

| Krefeld 4 dicembre 1998, ore 19:00 CET 17ª giornata | Uerdingen 05 | 0 – 0 referto | Energie Cottbus | Grotenburg Stadion (1 570 spett.)\| Arbitro: \| Hilmes \| |
| Arbitro:                                            | Hilmes       |               |                 |                                                           |

#### Girone di ritorno
| Arbitro: | Friedrichs |

|           |           |  |
| Marić 65’ | Marcatori |  |

| Arbitro: | Buchhart |

|                 |           |                          |
| Helbig 87’, 89’ | Marcatori | 33’ Kovacec 57’ Mičevski |

| Fürth; 28 febbraio 1999, ore 15:00 CET 20ª giornata | Greuther Fürth | 0 – 0 referto | Energie Cottbus | Playmobil-Stadion (7 500 spett.)\| Arbitro: \| Kircher \| |
| Arbitro:                                            | Kircher        |               |                 |                                                           |

| Arbitro: | Wezel |

|                               |           |  |
| Heidrich 38’ (rig.) Jović 66’ | Marcatori |  |

| Arbitro: | Gettke |

|                                              |           |                          |
| Vata 45’ (aut.) Krieg 47’ Schwarz 87’ (rig.) | Marcatori | 24’ Heidrich 84’ Irrgang |

| Arbitro: | Hufgard |

|  |           |                   |
|  | Marcatori | 34’, 36’ Labbadia |

| Arbitro: | Albrecht |

|                                 |           |                          |
| Munteanu 38’ (rig.) Lottner 54’ | Marcatori | 35’ Schröder 60’ Miriuță |

| Arbitro: | Blumenstein |

|                                     |           |                     |
| Bittencourt 43’, 52’, 58’ Labak 84’ | Marcatori | 30’, 63’ Zimmermann |

| Arbitro: | Margenberg |

|                             |           |  |
| Kreuz 36’ (rig.) Seidel 87’ | Marcatori |  |

| Arbitro: | Scheppe |

|                                  |           |  |
| Bittencourt 6’ Heidrich 56’, 76’ | Marcatori |  |

| Magonza 2 maggio 1999, ore 15:00 CEST 28ª giornata | Magonza | 0 – 0 referto | Energie Cottbus | Stadion am Bruchweg (6 010 spett.)\| Arbitro: \| Wezel \| |
| Arbitro:                                           | Wezel   |               |                 |                                                           |

| Arbitro: | Kammerer |

|  |           |                            |
|  | Marcatori | 13’, 45’ Marin 25’ Klasnić |

| Arbitro: | Hilmes |

|                                                                 |           |               |
| Bittencourt 3’, 60’ Heidrich 68’ (rig.), 73’ (rig.) Irrgang 85’ | Marcatori | 79’ Weidemann |

| Arbitro: | Weber |

|                                   |           |              |
| Toborg 61’ Judt 70’ Gaißmayer 90’ | Marcatori | 23’ Heidrich |

| Arbitro: | Werthmann |

|                             |           |  |
| Bittencourt 45’ Miriuță 54’ | Marcatori |  |

| Arbitro: | Lange |

|  |           |                                           |
|  | Marcatori | 13’ Wawrzyczek 52’ Latoundji 73’ Heidrich |

| Arbitro: | Friedrichs |

|                                       |           |  |
| Heidrich 11’, 84’ Labak 52’, 82’, 89’ | Marcatori |  |

### Coppa di Germania
| Arbitro: | Schmidt |

|             |           |                      |
| Zürlein 90’ | Marcatori | 83’ Vata 84’ Irrgang |

| Arbitro: | Wagner |

|                          |           |                                            |
| Heidrich 14’, 87’ (rig.) | Marcatori | 10’ Polster 79’, 90’ Pflipsen 86’ Ketelaer |

## Statistiche

### Statistiche di squadra
| Competizione      | Punti | In casa | In casa | In casa | In casa | In casa | In casa | In trasferta | In trasferta | In trasferta | In trasferta | In trasferta | In trasferta | Totale | Totale | Totale | Totale | Totale | Totale | DR |
| Competizione      | Punti | G       | V       | N       | P       | Gf      | Gs      | G            | V            | N            | P            | Gf           | Gs           | G      | V      | N      | P      | Gf     | Gs     | DR |
| ----------------- | ----- | ------- | ------- | ------- | ------- | ------- | ------- | ------------ | ------------ | ------------ | ------------ | ------------ | ------------ | ------ | ------ | ------ | ------ | ------ | ------ | -- |
| 2. Bundesliga     | 41    | 17      | 9       | 3       | 5       | 35      | 19      | 17           | 1            | 8            | 8            | 13           | 23           | 34     | 10     | 11     | 13     | 48     | 42     | +6 |
| Coppa di Germania | -     | 1       | 0       | 0       | 1       | 2       | 4       | 1            | 1            | 0            | 0            | 2            | 1            | 2      | 1      | 0      | 1      | 4      | 5      | -1 |
| Totale            | 41    | 18      | 9       | 3       | 6       | 37      | 23      | 18           | 2            | 8            | 8            | 15           | 24           | 36     | 11     | 11     | 14     | 52     | 47     | +5 |

### Andamento in campionato
| Giornata  | 1 | 2 | 3 | 4  | 5 | 6  | 7  | 8  | 9  | 10 | 11 | 12 | 13 | 14 | 15 | 16 | 17 | 18 | 19 | 20 | 21 | 22 | 23 | 24 | 25 | 26 | 27 | 28 | 29 | 30 | 31 | 32 | 33 | 34 |
| --------- | - | - | - | -- | - | -- | -- | -- | -- | -- | -- | -- | -- | -- | -- | -- | -- | -- | -- | -- | -- | -- | -- | -- | -- | -- | -- | -- | -- | -- | -- | -- | -- | -- |
| Luogo     | C | T | C | T  | C | T  | C  | T  | C  | T  | C  | T  | T  | C  | T  | C  | T  | T  | C  | T  | C  | T  | C  | T  | C  | T  | C  | T  | C  | C  | T  | C  | T  | C  |
| Risultato | V | P | N | N  | V | P  | P  | P  | V  | N  | N  | N  | N  | P  | P  | P  | N  | P  | N  | N  | V  | P  | P  | N  | V  | P  | V  | N  | P  | V  | P  | V  | V  | V  |
| Posizione | 2 | 6 | 8 | 11 | 8 | 11 | 12 | 13 | 11 | 12 | 12 | 10 | 11 | 12 | 14 | 14 | 14 | 15 | 15 | 14 | 14 | 14 | 14 | 14 | 14 | 15 | 14 | 14 | 15 | 14 | 15 | 14 | 14 | 11 |

Legenda:

Luogo: C = Casa; T = Trasferta. Risultato: V = Vittoria; N = Pareggio; P = Sconfitta.

### Statistiche dei giocatori
| Giocatore      | 2. Bundesliga | 2. Bundesliga | 2. Bundesliga | 2. Bundesliga | Coppa di Germania | Coppa di Germania | Coppa di Germania | Coppa di Germania | Totale   | Totale | Totale      | Totale     |
| Giocatore      | Presenze      | Reti          | Ammonizioni   | Espulsioni    | Presenze          | Reti              | Ammonizioni       | Espulsioni        | Presenze | Reti   | Ammonizioni | Espulsioni |
| -------------- | ------------- | ------------- | ------------- | ------------- | ----------------- | ----------------- | ----------------- | ----------------- | -------- | ------ | ----------- | ---------- |
| M. Amadou      | 26            | 1             | 4             | 1             | 2                 | 0                 | 0                 | 0                 | 28       | 1      | 4           | 1          |
| F. Bittencourt | 17            | 7             | 4             | 1             | 0                 | 0                 | 0                 | 0                 | 17       | 7      | 4           | 1          |
| C. Cvetanov    | 21            | 0             | 4             | 0             | 0                 | 0                 | 0                 | 0                 | 21       | 0      | 4           | 0          |
| H. Fraedrich   | 2             | 0             | 0             | 0             | 0                 | 0                 | 0                 | 0                 | 2        | 0      | 0           | 0          |
| S. Heidrich    | 17            | 10            | 6             | 0             | 1                 | 2                 | 0                 | 0                 | 18       | 12     | 6           | 0          |
| S. Helbig      | 13            | 2             | 4             | 1             | 0                 | 0                 | 0                 | 0                 | 13       | 2      | 4           | 1          |
| T. Hoßmang     | 24            | 2             | 5             | 1             | 2                 | 0                 | 2                 | 0                 | 26       | 2      | 7           | 1          |
| D. Irrgang     | 29            | 5             | 3             | 0             | 2                 | 1                 | 0                 | 0                 | 31       | 6      | 3           | 0          |
| M. Jesse       | 26            | 0             | 4             | 0             | 0                 | 0                 | 0                 | 0                 | 26       | 0      | 4           | 0          |
| M. Jović       | 19            | 1             | 0             | 1             | 2                 | 0                 | 0                 | 0                 | 21       | 1      | 0           | 1          |
| N. Kipre       | 5             | 0             | 1             | 1             | 2                 | 0                 | 0                 | 0                 | 7        | 0      | 1           | 1          |
| G. Klews       | 2             | 0             | 1             | 0             | 0                 | 0                 | 0                 | 0                 | 2        | 0      | 1           | 0          |
| S. Kubis       | 1             | 0             | 0             | 0             | 0                 | 0                 | 0                 | 0                 | 1        | 0      | 0           | 0          |
| O. Kurylenko   | 12            | 0             | 2             | 0             | 0                 | 0                 | 0                 | 0                 | 12       | 0      | 2           | 0          |
| A. Labak       | 19            | 4             | 3             | 0             | 1                 | 0                 | 0                 | 0                 | 20       | 4      | 3           | 0          |
| M. Latoundji   | 18            | 1             | 2             | 0             | 1                 | 0                 | 0                 | 0                 | 19       | 1      | 2           | 0          |
| K. McKenna     | 2             | 0             | 0             | 0             | 0                 | 0                 | 0                 | 0                 | 2        | 0      | 0           | 0          |
| V. Miriuță     | 26            | 2             | 2             | 0             | 1                 | 0                 | 0                 | 0                 | 27       | 2      | 2           | 0          |
| T. Piplica     | 34            | 0             | 3             | 0             | 2                 | 0                 | 0                 | 0                 | 36       | 0      | 3           | 0          |
| M. Rath        | 28            | 5             | 8             | 1             | 2                 | 0                 | 0                 | 0                 | 30       | 5      | 8           | 1          |
| E. Rottler     | 1             | 0             | 0             | 0             | 0                 | 0                 | 0                 | 0                 | 1        | 0      | 0           | 0          |
| P. Rowicki     | 6             | 0             | 1             | 0             | 1                 | 0                 | 0                 | 0                 | 7        | 0      | 1           | 0          |
| R. Schröder    | 32            | 1             | 3             | 1             | 2                 | 0                 | 2                 | 0                 | 34       | 1      | 5           | 1          |
| R. Vata        | 25            | 0             | 5             | 1             | 2                 | 1                 | 0                 | 0                 | 27       | 1      | 5           | 1          |
| H. Vural       | 13            | 0             | 1             | 0             | 2                 | 0                 | 0                 | 0                 | 15       | 0      | 1           | 0          |
| W. Wawrzyczek  | 25            | 4             | 6             | 0             | 2                 | 0                 | 0                 | 0                 | 27       | 4      | 6           | 0          |
| K. Wehner      | 0             | 0             | 0             | 0             | 0                 | 0                 | 0                 | 0                 | 0        | 0      | 0           | 0          |
| D. Wuttke      | 10            | 1             | 1             | 0             | 0                 | 0                 | 0                 | 0                 | 10       | 1      | 1           | 0          |
| J. Zöphel      | 18            | 0             | 4             | 0             | 1                 | 0                 | 0                 | 0                 | 19       | 0      | 4           | 0          |